# Phil Ohman

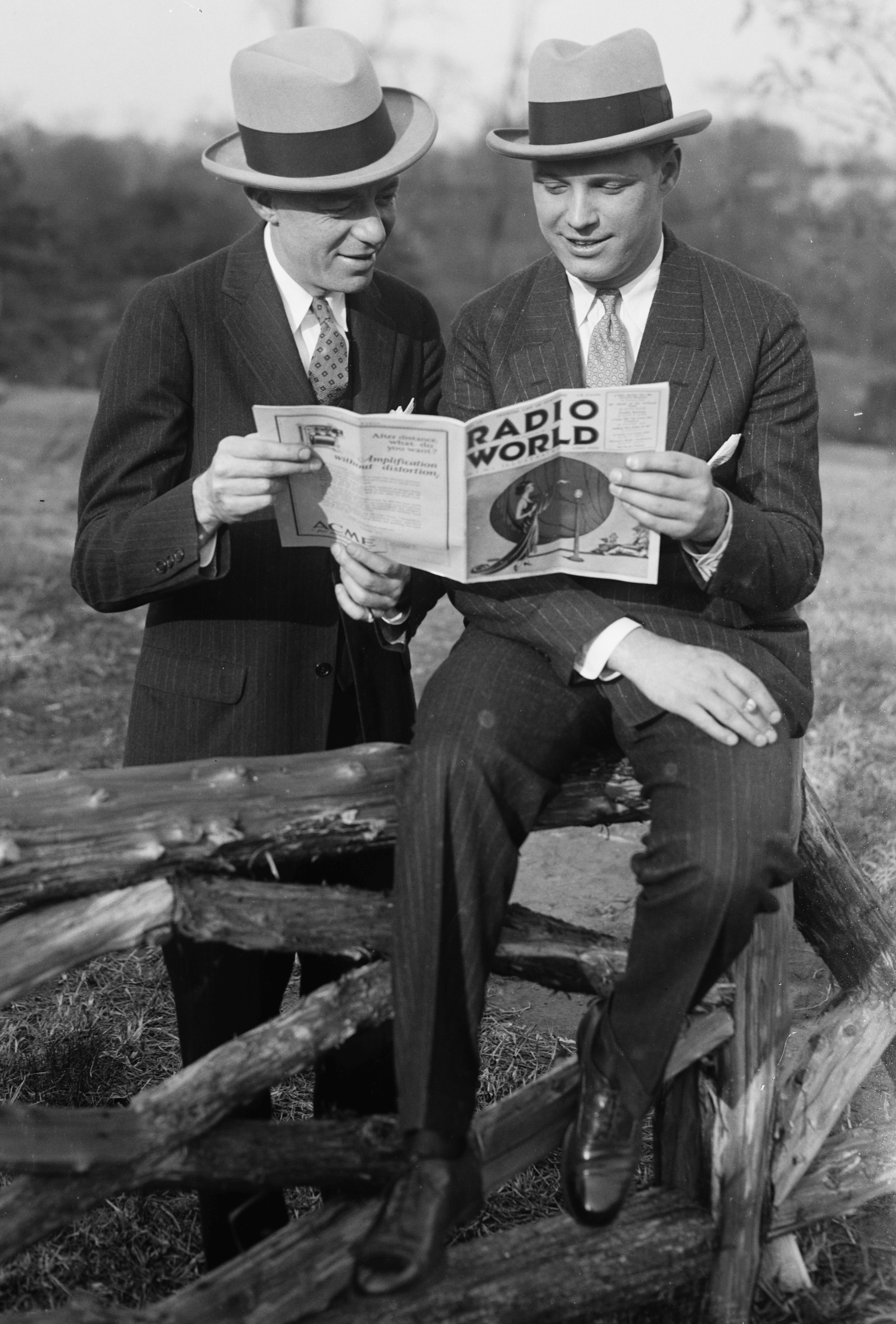
Victor Arden und Phil Ohman

Phil Ohman (* 7. Oktober 1896 in New Britain, Connecticut als Philmore Wellington Ohman; † 8. August 1954 in Santa Monica) war ein US-amerikanischer Jazz-Pianist, Bandleader und Filmkomponist.

## Leben und Wirken
Phil Ohman wurde auf der Highschool von Edward Laubin musikalisch unterrichtet, der vorschlug, dass er in Europa weiter ausgebildet werden sollte. Stattdessen wurde er zwei Jahre vom Organisten Alexander Russell ausgebildet. 1915 ging er nach New York City, wo er bei Wanamakers' im Verkauf Pianos vorspielte. Ab 1919 nahm er für QRS Notenrollen auf. 1922 und 1923 war er als Pianist Mitglied der Band von Paul Whiteman. Er wurde Mitte der 1920er Jahre bekannt, als er mit dem Arrangeur und Pianisten Victor Arden eine Tanzband in New York leitete, die auch eine Reihe von Schallplatten für Victor, Edison, Brunswick und Columbia einspielte. Mit Arden nahm er außerdem in den 1920er und 1930er Jahren eine große Anzahl von Notenrollen und Schallplatten auf; die beiden traten auch gemeinsam auf dem Broadway und in den Radioshows auf; sie waren auch Bühnenpianisten in vielen Musicals von George Gershwin.
1934 trennten sich Arden und Ohman; Ohman zog mit seiner eigenen Band an die Westküste der USA, wo er nicht nur mit seiner Band auftrat, sondern auch als Komponist für Film und Radio tätig war; gemeinsam mit Johnny Mercer und Macy O. Teetor schrieb er den Song Lost (1936). Er hatte mit seiner Band ein längeres Engagement im Mocambo in Hollywood, in dem Ende der 1930er vor allem Publikum aus der Filmbranche verkehrte. Er arbeitete bis in die 1950er Jahre als Bandleader.
Ohman schrieb Filmmusik für die Filme Million Dollar Weekend (1948), Dick Tracy vs. Cueball (1946), The Roundup (1941), Überfall auf die Olive Branch (1940) und The Renegade Trail (1939).